# Camp Fistclench

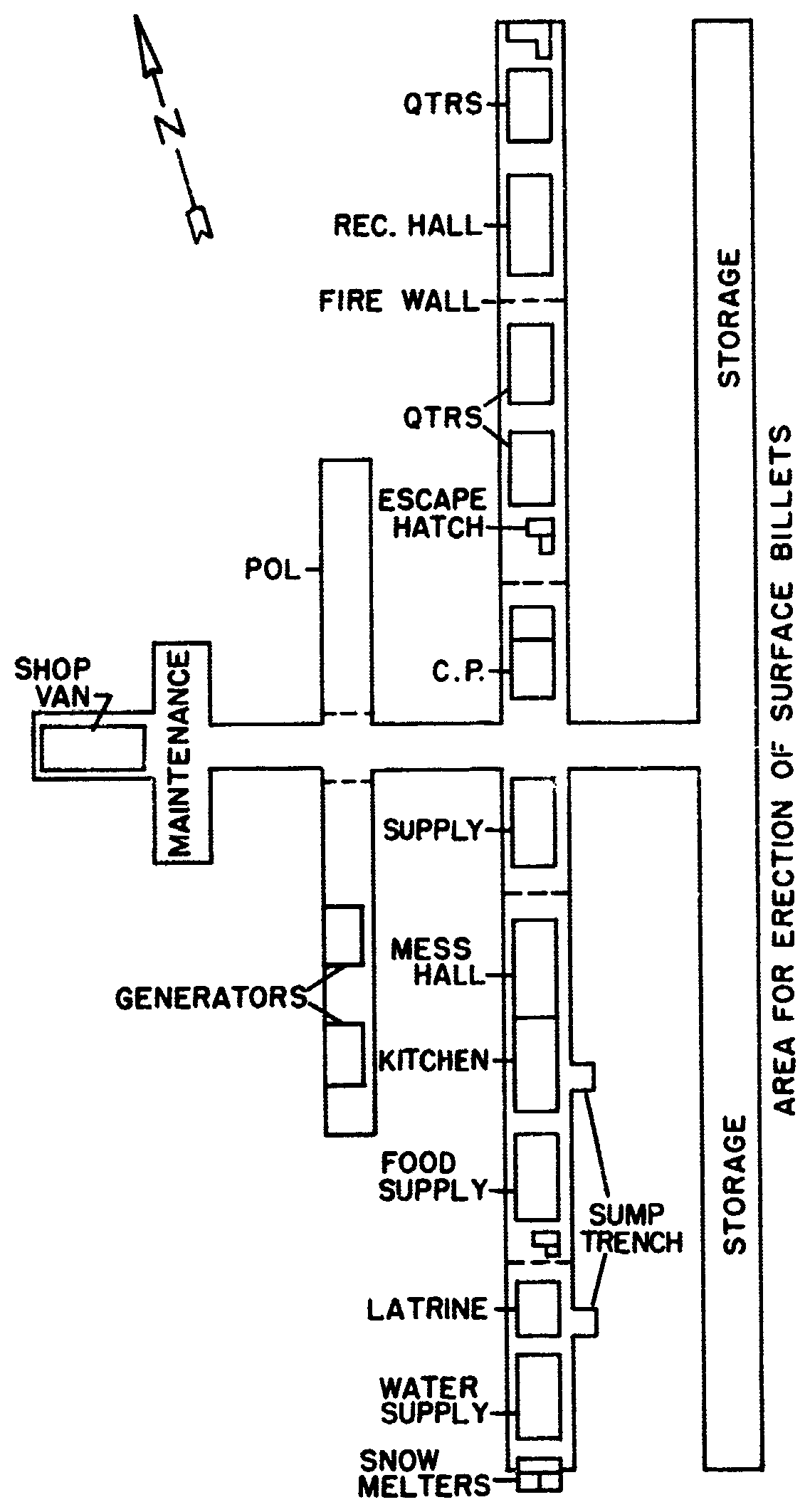
Plan

Camp Fistclench war eine Basis der U.S. Army in Grönland etwa 351 km östlich von Camp TUTO. Es wurde von 1957 bis 1960 betrieben. Es war eine Vorstudie für den Bau von Camp Century im Rahmen von Project Iceworm.